# 회인 홍씨
회인 홍씨(懷仁洪氏)는 충청북도 보은군 회인면을 본관으로 하는 한국의 성씨이다.

## 역사
회인 홍씨(懷仁 洪氏) 시조 홍연보(洪延甫)의 증손자 홍윤성(洪允成)이 계유정난 때 수양대군을 도와 정난공신 2등이 되고, 예종 때에는 좌의정을 거쳐 영의정에 올랐으며, 인산부원군(仁山府院君)에 봉해졌다.

## 본관
회인(懷仁)은 충청북도 보은군(報恩郡) 회인면 일대의 지명이다. 신라 시대에 미곡현(未谷縣)이라 부르다가, 742년(신라 경덕왕 1)에 매곡현(昧谷縣)으로 이름을 바꾸고 연산군(燕山郡)의 영현이 되었다. 940년(고려 태조 23)에 회인현으로 개칭했다가 1018년(현종 9)에 청주(淸州)에 병합되었다. 뒤에 회덕현(懷德縣) 감무가 겸하여 다스렸다가 1383년(우왕 9)에 감무가 설치되어 독립하였다. 1413년(태종 13)에 회인현이 되어 조선시대 동안 유지되었다. 1895년(고종 32) 지방제도 개정으로 공주부 회인군이 되었다가, 1896년 충청북도 회인군이 되었다. 1914년 군면 폐합으로 회인군(懷仁郡)이 폐지되고 회북면과 회남면으로 축소 개편되어 보은군에 흡수되었다.

## 인구
- 1985년 4가구 13명,
- 2000년 13가구, 39명